# Església de la Mare de Déu del Roser de Súria
L'Església del Roser de Súria és una església del municipi de Súria, a la comarca del Bages. Es troba als peus del castell de Súria. Està protegida com a bé cultural d'interès local. Es troba en la part més elevada de la ciutat de Súria, en el seu Poble Vell.
Els orígens de l'església es troben en una construcció anterior, en l'antiga església romànica dedicada a Sant Cristòfol. La dedicació del temple a la Mare de Déu del Roser no es dona fins al 1954.

## Història
Els primers registres d'aquesta antiga església romànica de Sant Cristòfol daten d'entre el 1025 i el 1050, moment el qual els registres del bisbat de Vic l'anomena com a parròquia de Sorisa. Recents estudis duts a terme per la Diputació de Barcelona apunten a l'existència d'un temple associat al castell al segle x. Tanmateix, l'església va patir diferents reformes des de finals del segle xiii fins a mitjans del segle xiv, d'on provenen els elements més rellevants conservats; l'absis i el campanar. Posteriorment, el creixement demogràfic de Súria va suposar diferents ampliacions, de les quals es va salvar l'antic absis, ara reconvertit en sagristia en aquest segle xvii. La disposició romànica deixaria de ser la que és a la segona meitat del segle xix, amb una transformació de la planta amb l'afegit de dues naus laterals i diferents espais que van canviar la disposició de l'església. Això no obstant, es va conservar l'absis romànic i el campanar, ara realçat. L'any 2007 l'ajuntament de Súria en cooperació amb la Diputació de Barcelona van establir un pla d'adequació de la nau nord del temple per tal de reconvertir-lo com a espai museístic per al públic, i es va elaborar un pla de restauració de l'absis romànic que es conserva.

### Història del monument eclesiàstic
Segons les investigacions recents d'Ainhoa Pancorbo Picó i Albert López Mullor, els quals han estat cooperant amb la Diputació de Barcelona, des del segle I aC aquest emplaçament va ser utilitzat en època ibèrica. Es van trobar dos sòcols de pedra en el subsòl de l'absis. Aquestes estructures s'interpreten com unes construccions domèstiques de la baixa època de la cultura ibèrica datades del primer o segon quart del segle I aC. Probablement foren abandonades a conseqüència de les reformes territorials dictaminades per l'emperador August sobre aquests anys.
Amb l'abandonament de l'emplaçament, les investigacions no han trobat cap altra activitat en la zona del turó de Súria fins a finals de segle ix i principis del segle x. En aquest context, en la zona on posteriorment es situarà la sagristia, l'estudi detalla que la zona va ser emprada com una necròpolis, ja que s'hi han trobat sis enterraments. Aquests enterraments es caracteritzen per ser especialment tots d'infants i orientar-se d'est a oest. La majoria de les tombes es trobaren en mal estat de conservació per les transformacions que va patir l'edifici a posterior. Tanmateix, aquests enterraments han permès confirmar l'argument d'una església anterior a la romànica, en la qual hi hauria una pràctica d'enterraments d'infants al voltant de l'absis. Així mateix, aquesta informació ho contrasta una llista de parròquies sota el Bisbat de Vic, datada del 1025 i 1050.
Amb les guerres carlines, a finals de la segona meitat del segle xix, Súria va patir grans destruccions d'obra pública i diferents domicilis. Pancorbo i López apunten al fet que fos possiblement en aquest context quan es crea l'últim tram superior de l'absis, el qual va estar fet de maçoneria. Aquest punt alt i estratègic va ser profitós per guanyar territori, però va patir danys dels quals no es tenen constància, encara que a l'acta de la visita pastoral l'any 1856 es parla d'aquests danys. Les característiques estilístiques i la construcció del campanar conviden a pensar que són posteriors a la construcció del nou temple, datat de la primera meitat del segle xiii, moment en el qual es va bastir l'absis conservat. La nova construcció era de planta rectangular amb una única nau protegida d'una volta de canó apuntada i rematava l'absis abans mencionat, el qual està proveït de carreus de mida mitjana regulars i units amb morter de calç. Endemés, des de la investigació de la Diputació de Barcelona s'ha pensat que la planta de l'edifici romànic fos de 15 metres de llargada i 4,5 metres d'amplada.
Les primeres obres d'ampliació daten de mitjans del segle XVII i els primers anys del segle xviii. Diferents materials ceràmics van ser trobats a la sagristia, peces datades del segle xvii. En conseqüència, val a dir que possiblement hi hauria un augment dels objectes i elements litúrgics en l'interior del monument eclesiàstic, però també de l'espai del conjunt arquitectònic. Segons les actes de les visites pastorals, hi ha testimonis que ens esmenten la nou vinguda de mobiliari litúrgic i nous altars que van ser resguardats i exposats en l'església de la Mare de Déu del Roser. Un exemple clar és l'encàrrec que es va fer a l'escultor Joan Grau l'any 1679 d'un retaule nou per una de les capelles de l'església. Tanmateix, és important tenir a compte la visita del 1711, la qual ens evidencia que des d'aquest any ja s'estava utilitzant l'absis romànic del segle xiii com a sagristia, perquè ens consta en l'acta pastoral què es va obrir una porta darrera el sagrari de l'altar major, per tal de facilitar l'accés a la sagristia.
Posteriorment, l'església va tenir diverses transformacions, en què cal destacar el tancament de la porta d'accés d'entre la sagristia i el cementiri parroquial, a la primera meitat del segle xviii. Es té constància de l'existència de dos hipogeus, un al presbiteri possiblement confeccionat com una tomba pel rector Pinyana, i un altre amb l'escut heràldic de la família de Joan Alsina Marquillas, el qual es situa en molt bon estat al mig de la nau central. Això no obstant, cal tenir en compte la importància geogràfica que va tenir Súria en la guerra de Successió per la presa de Cardona i, per tant, val a dir que aquest context bèl·lic va tenir molt a veure amb les transformacions de l'absis i el seu aplanament, on es va bastir un ampit.

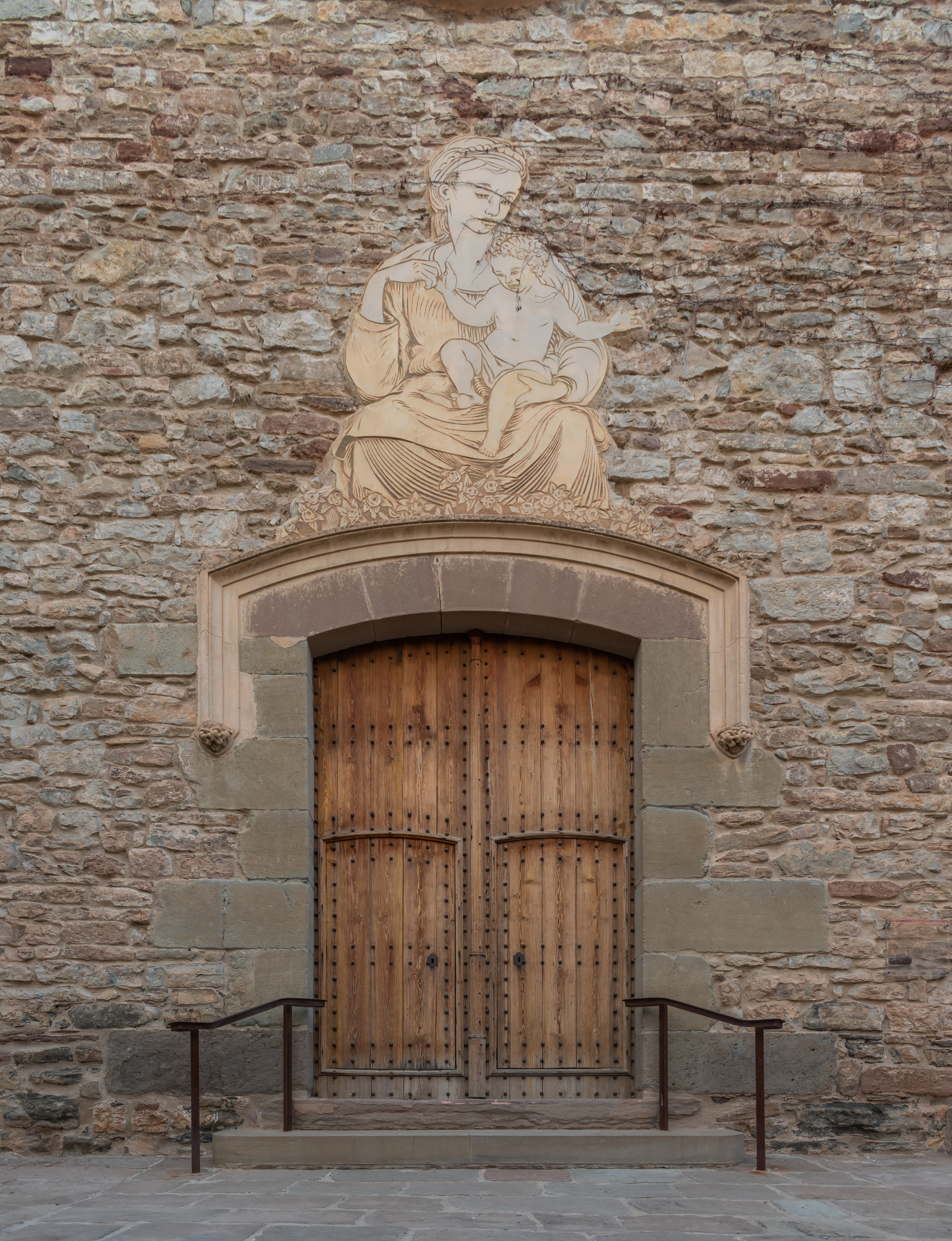
Esgrafiat de la Mare de Déu de Manuel Mestres Marcet del 1981

Des de mitjans de segle xix fins al segle xx, a posterior de les guerres carlines, es produeix una gran transformació del conjunt arquitectònic, amb l'ampliació de dues naus laterals i la capella fonda. Dels únics fonaments d'aquell temple antic romànic que s'han perpetuat fins a l'actualitat són l'absis, reconvertit en sagristia, i el campanar, un dels més importants de la zona pel seu estat de conservació, el qual va estar subjecte a un realçament. Aquests nous canvis van ser demanats per Jaume Soler i la Junta Municipal, constituïda per un alcalde i quatre regidors. El motiu principal de l'augment de l'espai a l'església va ser pel creixement demogràfic de Súria a la segona meitat del segle xix. Endemés, es va bastir una porta d'accés a una de les naus laterals, la qual va ser rematada per un arc rebaixat i decorada amb una llinda en la qual es pot llegir la data de 1868. En aquesta nau, a l'extrem hi ha la nova capella del Santíssim. És en aquest context quan s'acaba de completar la torre del campanar i es construeix l'armadura de ferro perfectament datada del 1903.
La Guerra Civil espanyola, segons Pancorbo i López, va comportar greus destruccions i incendis del mobiliari litúrgic del conjunt eclesiàstic. Una pèrdua important va ser la del retaule major, el qual era dedicat a la figura de Sant Cristòfol, patró de Súria. Tanmateix, cal mencionar que una nova construcció, a la part baixa de la ciutat, consagrada l'any 1941 va fer perdre la titularitat a l'antiga església de Sant Cristòfol, que a partir de l'any 1954, després d'un llarg procés de restauració del terrat de l'absis i el presbiteri, va passar-se a l'advocació de la Mare de Déu del Roser. Per tant, és en aquesta època quan l'església de la Mare de Déu del Roser pren el seu nom i deixarà de ser la parròquia principal de la ciutat, la qual va adquirir una nova església a prop del nou urbanisme i aquesta antiga església va quedar en ús per esdeveniments especials.
Quant a les transformacions més recents, cal esmentar l'aportació d'un nou arrebossat en la façana occidental per tal de proveir-la d'un gran esgrafiat de fulles decoratives i la imatge de la Mare de Déu sobre l'arc de la porta d'entrada del conjunt arquitectònic. Aquest projecte va ser promogut per la Direcció General d'Arquitectura i Habitatge de la Generalitat de Catalunya en cooperació dels arquitectes Josep Maria Esquius i Josep Puig Torné. Endemés, de la decoració esgrafiada es va ocupar Manuel Mestres Marcet. Aquest projecte va ser realitzat el 1981.

## Arquitectura i decoració de l'església

### Exterior de l'edifici
L'església del Roser de Súria està conformada per una planta basilical. Aquesta planta està dividida en tres naus, una central i dos laterals, les quals són de menor alçada. L'església està adossada a la façana de migdia del castell de Súria. Formant part d'aquest conjunt arquitectònic també s'hi troba la rectoria al costat de l'església separada per un pati. Aquest edifici s'ha pensat que formés part del fossar del temple. Al temple s'accedia per la façana de ponent, en la qual encara es poden veure els carreus cantoners que conformaven l'antiga nau central única. Posteriorment es varen afegir les naus laterals. En l'actualitat, aquesta façana occidental conté una porta formada per un arc rebaixat que se sosté per cinc grans dovelles protegides per un guardapols que sosté el gran esgrafiat de la Mare de Déu i les decoracions florals i vegetals que es van reproduir en la segona meitat del segle xx. Endemés, aquesta façana principal conté un rosetó amb l'anagrama de Maria, el qual apareix de nou en les naus laterals de l'església. Quant a la façana oposada trobem la capçalera de l'antiga església romànica, la qual és de planta semicircular i conté una finestra arcada a la part central i un finestró al sud de la façana. Aquest finestró està decorat per una peça semicircular monolítica que corona i decora l'espai amb elements geomètrics i té un acabat molt semblant a les arquivoltes d'una porta medieval.

### Campanar

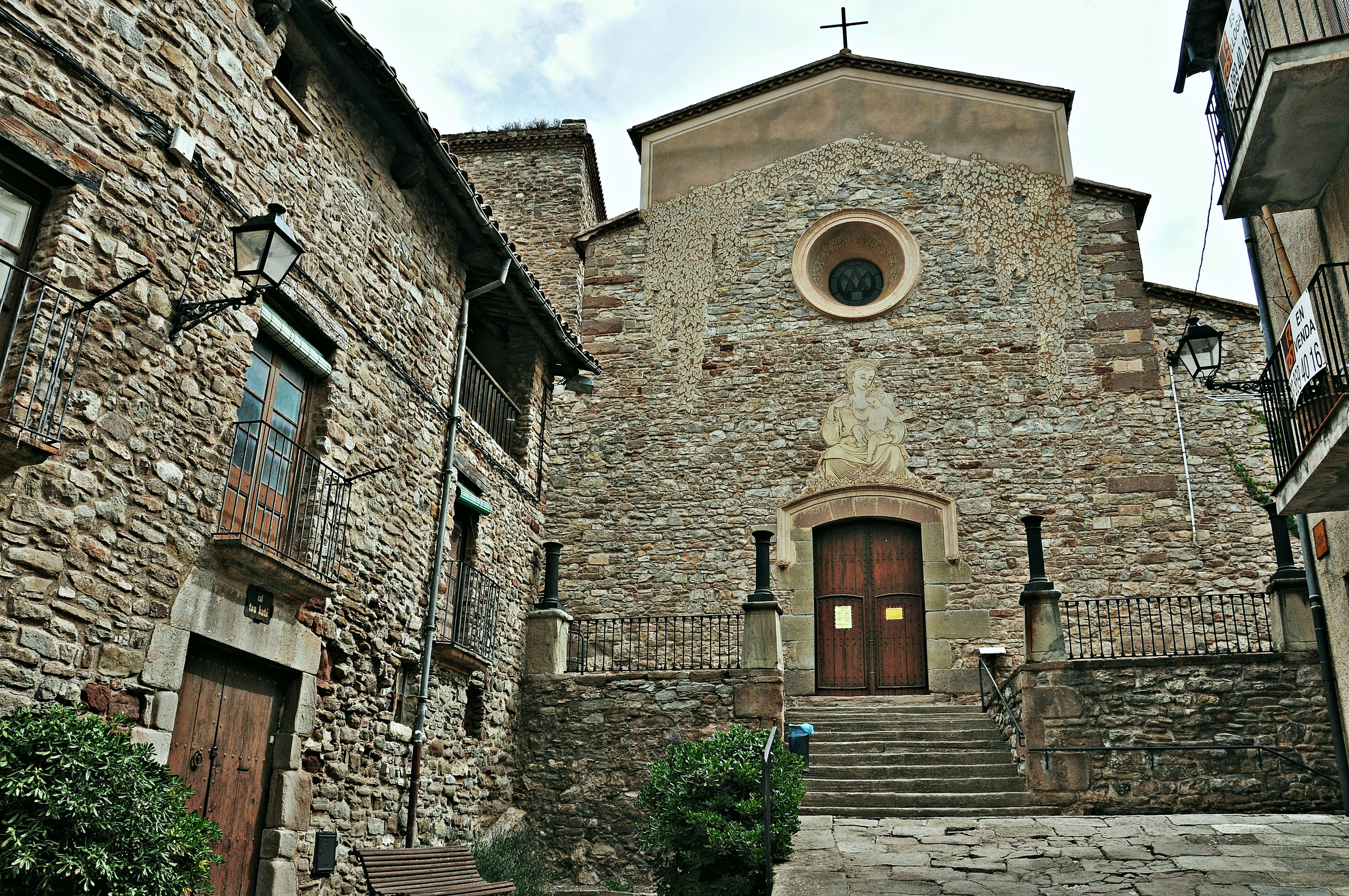
Façana principal de l'Església de la Mare de Déu del Roser de Súria.

Bastida amb carreus rectangulars de mida mitjana, el campanar consisteix en una torre de planta quadrada que conserva una part antiga amb finestrals per cada cara, adornats amb columnes que els parteixen. La part superior és moderna i fou acabada a finals del segle xix. El campanar antic és considerat com el millor campanar romànic de la comarca. La diferència de materials entre les dues parts és força notable. La manufactura original es conserva fins a una altura de 18 metres. A la part romànica els carreus són més gruixuts i estan més castigats per l'erosió i el temps. La pedra de la part superior també presenta dues diferències, la superior és més prima, més lleugera, a fi i efecte d'alleugerar pes. La part baixa del campanar és del s. XI. El primer pis està perforat per quatre finestres (cada una mirant a un vent), senzilles i amb uns arcs superiors de mig punt. Al segon pis, les finestres són geminades i tenen uns arcs de mig punt que se sostenen amb una columna que té capitell mensuliforme. Al darrer pis hi ha unes finestres idèntiques a les del pis anterior amb una sola diferència, que són de proporcions més grans. Al capdamunt d'aquest pis hi ha una cornisa que limita l'obra romànica i l'obra moderna. El campanar es remata per una barana formada per peces en forma de circell i una estructura de ferro que pren més alçada. Ainhoa Pancorbo Picó i Albert López Mullor han investigat aquest conjunt arquitectònic. Els investigadors pensen que aquesta armadura de ferro és de principis de segle xx, ja que hi varen trobar la inscripció següent: "Año / 1903 / Jaume Soler Parroco".

### Interior de l'edifici
L'església disposa d'una nau central i dos laterals de menor alçada. A l'interior del temple hi ha un cor als peus de la nau central, una capella fonda i l'espai de l'absis, reconvertit en sagristia, la qual ha estat restaurada i oberta al públic. La nau central es troba coberta per quatre voltes de creueria elaborades amb diferents arcs torals. Aquests, s'originen sobre unes mènsules decoratives, en les quals s'hi representen fulles d'acant flanquejades per diferents volutes. Les quatre voltes de creueria estan rematades amb una clau, on s'hi representen diferents personatges bíblics. Des de l'entrada per la façana occidental fins a l'absis central, trobem per ordre la representació de sant Antoni, aquest damunt del cor, la de sant Jaume, la verge del Roser i la de sant Cristòfol. Pel que fa al cor, se situa just darrere de la porta occidental, per tant, s'ubica a ponent de l'església. S'hi accedeix a partir d'una escala de cargol des de la qual pots arribar a un nivell superior. Cal destacar, també, la capella fonda o del Santíssim, la qual està adossada al costat de la torre del campanar. Aquesta es troba coberta per una volta gallonada de mitja taronja amb petxines decorades i imatges pictòriques dels quatre evangelistes. Des d'aquesta capella es pot accedir al campanar.

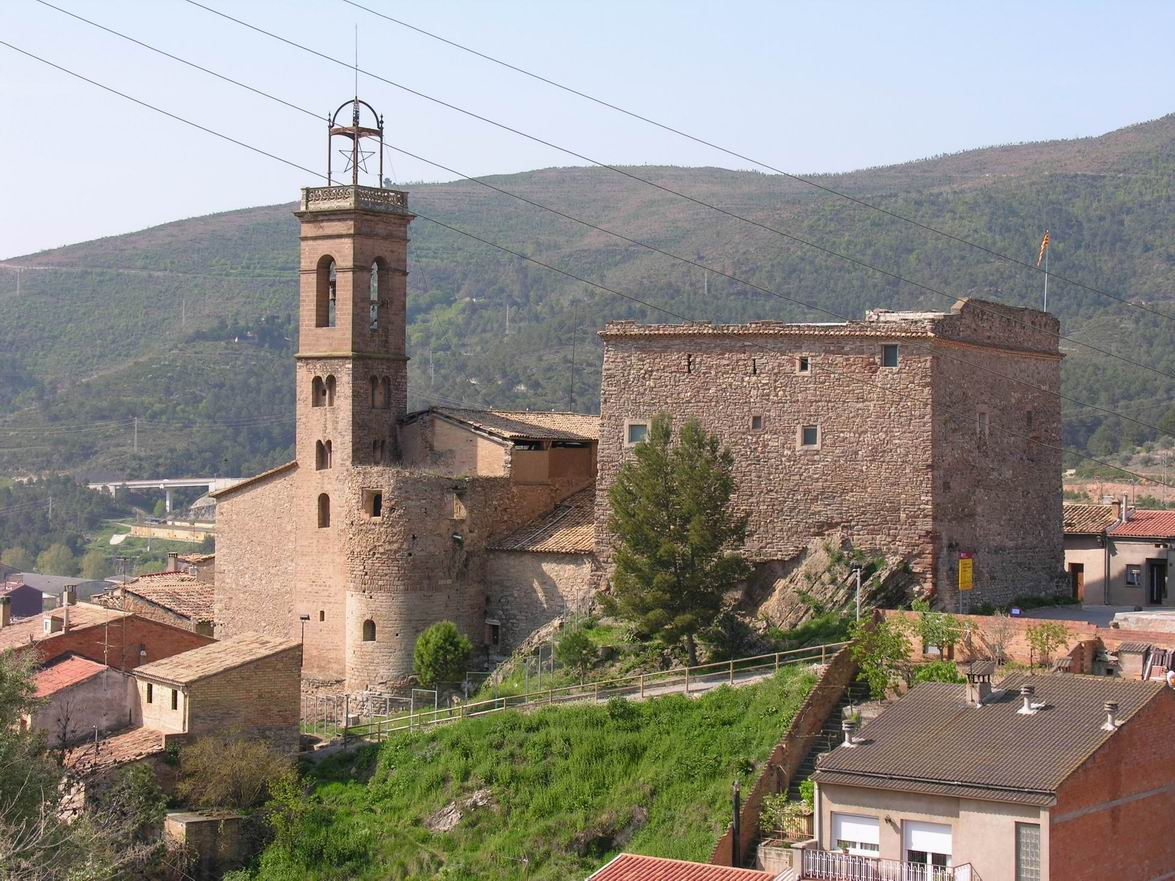
Campanar, capçalera de l'església de la Mare de Déu del Roser i castell de Súria

### Absis romànic
De planta semicircular, l'absis romànic és un dels aspectes més destacats del conjunt arquitectònic de Súria. Està construït amb una utilització de carreus regulars. L'estructura consta de dos trams diferenciats per un doble arc triomfal. El primer arc és el que es formula amb la volta de quart d'esfera del mateix absis. En canvi, el segon arc triomfal es tracta d'un arc de mig canó que separa l'absis de la resta del conjunt arquitectònic antic, és a dir, de l'antiga nau, la qual també es cobreix amb volta de canó. En el punt cèntric de l'absis s'obre una finestra quadrangular, i configura una forma d'arc rodó, resolució molt arquetípica del romànic. En l'interior, aquesta finestra està protegida per una reixa de ferro. Per altra banda, a la cara sud hi ha una altra finestra inèdita de manufactura romànica. Des de l'exterior, aquesta està decorada amb un arc en punt rodó i uns relleus en ziga-zaga molt característics i rellevants.

#### Pintures murals a l'absis romànic
Recents estudis de Raquel Lacuesta i David Galí, duts a terme en coordinació del Servei de Patrimoni Arquitectònic Local de la Diputació de Barcelona, permeten datar i formalitzar una anàlisi sobre les pintures murals de l'absis romànic de l'església de la Mare de Déu del Roser de Súria:
Pel que fa a les capes pictòriques que daten de segle xv, aquestes es trobaren per sota d'un enlluït beix i que constitueix una transformació donada en època moderna. Les recents investigacions apunten que darrere la confecció pictòrica de segle XV de l'absis romànic hi hauria una mà aficionada, ja que els investigadors han trobat diferents seccions del dibuix on la pintura regalima. A més a més, només s'hi van trobar restes d'un sol color, el vermell, el qual es troba damunt d'un enlluït grisós. Per tant, aquest roig és el màxim protagonista de la decoració pictòrica exposada a l'absis. Els rastres de dibuix que s'han trobat s'han interpretat com la representació d'una sanefa formada per dos traços ondulants, els quals ressegueixen l'arc triomfal menor per davant i per l'intradós. D'aquestes ondulacions neix una tija que acaba en una fulla d'heura. D'altra banda, trobem pintura esquitxada conformant flors amb pètals oberts possiblement imitant una rosa i estels confeccionats en forma d'asterisc. Aquestes restes pictòriques es troben a la conca de l'absis. També trobem una línia ondulada que actua com a cortinatge en el contorn de la volta absidal. Finalment, la composició es remata amb diferents representacions al tram de volta de l'arc major, on podem trobar estels i una rosa flanquejada per un sol una lluna. El més destacable d'aquesta part és la confecció d'un dibuix en l'enlluït grisós, on es representa una creu sobre un calvari escalonat. La interpretació extreta per Lacuesta i Galí sobre aquesta composició és que possiblement va ser el fons ornamental que acompanyava, presentava i flanquejava el retaule major, el qual estava dedicat a sant Cristòfol, patró de Súria. A més a més, en l'interior de l'absis podem contemplar dos forats simètrics que possiblement foren realitzats per poder encabir de manera correcta el retaule major en qüestió. Quant a la confecció del conjunt, els estudis apunten a la representació de la volta celeste, en combinació de la puresa representada per la rosa i la immortalitat representada per la fulla d'heura perenne. Els estudiosos detallen que aquest tipus de decoració és de qualitat artística menor, però seria precedent a diferents decoracions d'alguns arcs triomfals del primer període romànic. Lacuesta i Galí comparen aquesta manufactura de Súria amb d'altres d'època del baixmedieval. Alguns exemples poden ser la semblança dels elements vegetals en l'intradós de l'arc triomfal amb el cas de l'església de Santa Maria de Terrassa, datada de l'últim quart del segle xiii. També n'és similar aquest tractament de la part superior de les arquitectures amb representacions de fulles d'heura amb el frontal de Sant Cristòfol que es conserva al Museu Nacional d'Art de Catalunya, del qual no es coneix la seva procedència i data de l'últim quart del segle xiii. Els investigadors també han relacionat el dibuix amb les ornamentacions vegetals que trobem en el fons de l'escena de l'atorgament de privilegis a la ciutat de Barcelona per part de Pere II, escena present en els Usatges de la Paeria de Lleida (1321-1328).

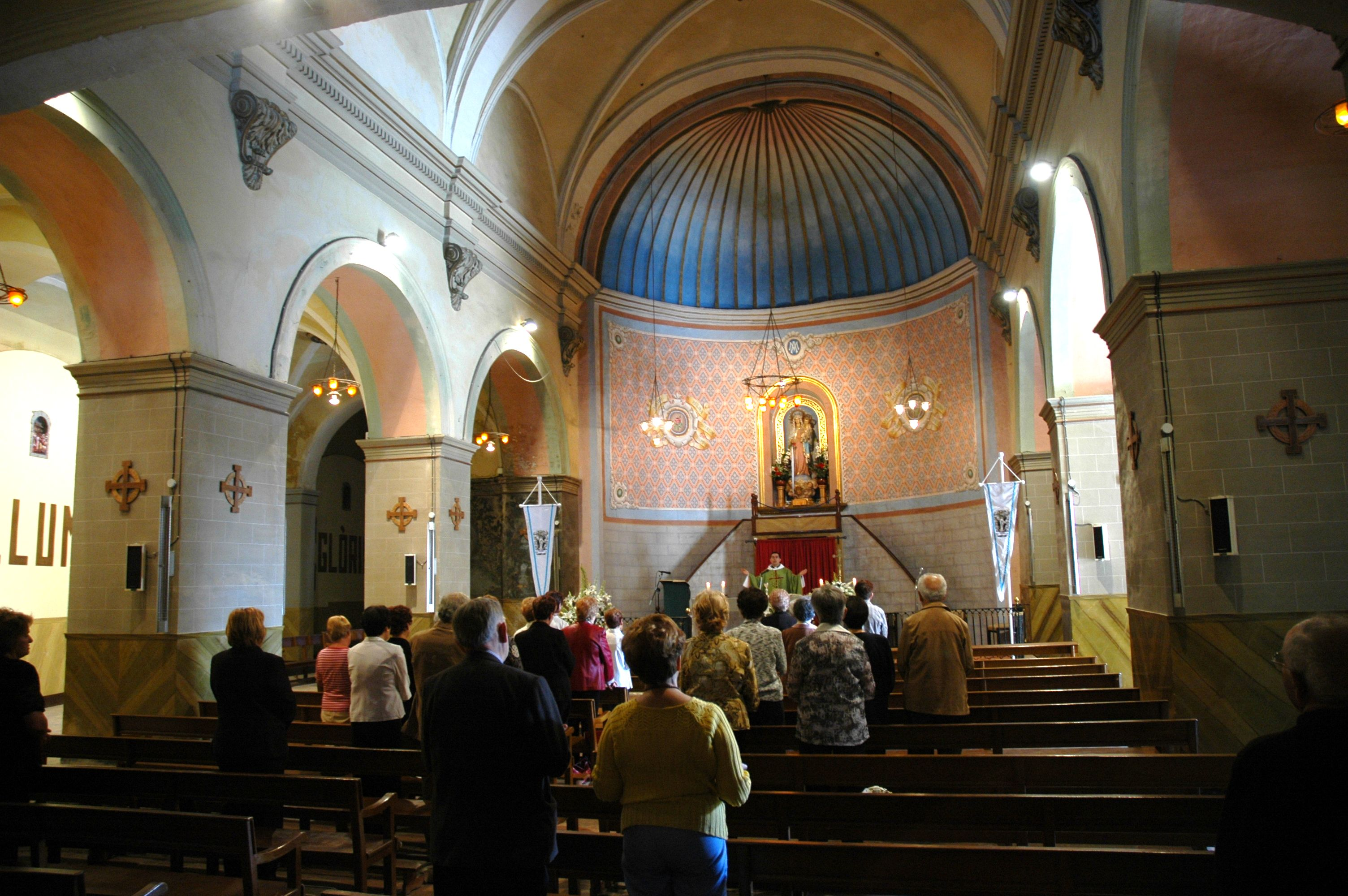
L'interior

Per poder datar aquests testimonis pictòrics, Lacuesta i Galí van ajudar-se d'una composició inèdita que van trobar en l'absis de Súria. Aquesta representació es tracta de la figura d'un campaner que vesteix una camisa sense mànigues amb una considerable llargada, ja que arriba fins als genolls. Aquesta s'ajusta amb diferents plecs i una corretja a l'altura de la cintura del personatge. La figura porta una peça al cap que s'ha identificat com un turbant o alharem musulmà. Quant als seus braços, cal esmentar que estan estesos cap amunt subjectant la corda de la campana, mentre que una cama es troba estirada i l'altre flexionada, remarcant aquesta posició de salt. Segons Lacuesta i Galí, aquesta camisa apareix citada a la crònica de Bernat Desclot (1283 - 1285) i a l'obra de Tirant lo Blanc de Bernat Metge com una peça de roba interior, ja que adaptava la llargària a la peça que es duia normalment a sobre. Pel que fa a l'art, aquesta manera de vestir la podem trobar present en l'escena de l'arbre de Diana, del retaule de Sant Nicolau de l'església de Santa Maria de Manresa, obra confeccionada per Jaume Cabrera i que data del 1406. Lacuesta i Galí apunten que les representacions profanes en temples religiosos com el de Súria en època medieval eren recurrents i ens ho demostren assenyalant diferents testimonis a França. A l'església dels Hospitalers de Plaincourault, de la primera meitat del segle xiv, trobem la representació d'una guilla tocant una viola. Així mateix, també tenim exemples de personatges flanquejats per decoracions vegetals, com a les pintures de les voltes del cor de l'església de Précy-sur-Vrin, on apareixen àngels tocant instruments amb aquest marc vegetal. En conseqüència, Lacuesta i Galí daten les pintures del segle XV perquè troben unes mateixes particularitats estilístiques, cromàtiques i compositives entre la figura del campaner i la decoració emprada en l'arc triomfal. Per tant, es lliguen aquestes característiques de la indumentària del personatge amb la resta de la pintura, cosa que porta als investigadors a datar l'obra de la primera meitat del segle XV.
D'èpoques posteriors, es van trobar capes de pintura i enlluïts dipositats per sobre dels carreus que dataven d'època romànica. Aquestes restes, que daten de finals de segle xix i mitjans de segle xx, són fetes en pintura blanca i, per sota, s'utilitzà blau cel. Per sota d'aquesta capa s'hi va col·locar un enlluït fet amb morter de calç, material amb certa tonalitat beix. Lacuesta i Galí exposen que aquesta tècnica realitzada a les superfícies estucades no és gratuïta, ja que la intenció va ser imitar les propietats físiques del marbre, una tendència molt present al territori espanyol en plena època barroca. Per tant, es pensa que l'aplicació del morter de calç fou donat a finals de segle xviii, amb motiu d'intentar treure unes humitats presents a l'absis romànic, reconvertit en sagristia en aquest context.